# Meitingen
Meitingen è un comune tedesco di 11 086 abitanti, situato nel land della Baviera.